# Balong (Jepon)
Balong is een bestuurslaag in het regentschap Blora van de provincie Midden-Java, Indonesië. Balong telt 1354 inwoners (volkstelling 2010).